# Lankosaari
Lankosaari är en ö i Finland. Den ligger i sjön Lankojärvi och i kommunen Pello i den ekonomiska regionen  Tornedalens ekonomiska region  och landskapet Lappland, i den norra delen av landet, 700 km norr om huvudstaden Helsingfors. Öns area är 4,6 hektar och dess största längd är 300 meter i sydöst-nordvästlig riktning.